# چاورچی
چاورچی یک روستا در ایران است که در بخش دهج واقع شده‌است. چاورچی ۳۳۳ نفر جمعیت دارد.